# プリズム (YUKIの曲)
「プリズム」は、YUKIの2枚目のシングル。

## 解説
- 前作「the end of shite」からちょうど1ヶ月後のリリースとなった。
- 本作以降、全てのシングル曲がYUKI自身の作詞となっている（共作を含む）。JUDY AND MARY解散後、すぐ書き下ろした歌詞作品の一つであり、ソロへの不安と希望、バンドメンバーへの感謝を表した作品として書き上げている[1]。
- ライブの定番曲でほぼ必ず歌われる。
- ミュージック・ビデオには俳優の西島秀俊が出演している。
- 第63回NHK紅白歌合戦の初出場で歌われた。本番のパフォーマンス中、星の形をした紙吹雪がウィッグのちょうど額の上部中央に“星の印”のように乗っかり、一部メディアはこれを「奇跡的な演出」と報じた[2]。

## 収録曲
1. プリズム
  - 作詞:YUKI／作曲:Andy Sturmer／編曲:Andy Sturmer、John Fields
2. プリズム（Backing Track）

## 収録アルバム
- PRISMIC（#1）
- five-star（#1）

## カバー
- 大橋純子（2007年、アルバム『Terra』）